# Bhāskara II
Bhaskaracharya of Bhāskara II (1114 - 1185) was een Indiaas wiskundige en astronoom.
In de twaalfde eeuw was Bhāskara II hoofd van de sterrenwacht van Ujjain. Hij werd vooral beroemd door zijn boek Lilavati, dat nieuwe gebieden in de wiskunde onder de aandacht bracht.
Bhāskara II staat vooral bekend voor zijn bewijs van de stelling van Pythagoras
{\displaystyle a^{2}+b^{2}=c^{2}}.
- Biblioteca Nacional de España: XX5500269
- Bibliothèque nationale de France: cb14498624v (data)
- Catàleg d'autoritats de noms i títols de Catalunya: 981058523106706706
- CiNii: DA05981270
- Gemeinsame Normdatei: 118510584
- International Standard Name Identifier: 0000 0000 8368 4233
- Library of Congress Control Number: n82077055
- Nationale Bibliotheek van Tsjechië: jo2013768520
- Nationale Bibliotheek van Israël: 987007278526005171
- Nederlandse Thesaurus van Auteursnamen: 070363854
- Système universitaire de documentation: 078091063
- Virtual International Authority File: 29927659